# ルリジューズ
ルリジューズ（フランス語: religieuse）は、フランスの古典的な菓子。

## 概要
大小2つのシュー菓子を重ね、クリーム、チョコレート、フォンダンなどでつなげた菓子である。
「ルリジューズ」は「修道女」「尼僧」の意味であり、その名の通りに修道女の姿を模した形状をしていることから名付けられた。古典的には、修道女の頭になる上のシュー菓子には白い頭巾のように、下のシュー菓子は黒い服のようにする。
材料の構成としてはエクレアと同じであるが、ルリジューズの材料には修道女の「襟元」となるバタークリームが加わる。チョコレート味やコーヒー味が定番であったが、マカロンで有名なラデュレが、マカロン同様にカラフルでさまざまなフレーバーのルリジューズを作ったことから、バリエーションが広まった。

## 歴史
1800年代半ばにパリ2区リシュリュー通りとイタリアン大通りの角にあったカフェ・フラスカティで考案されたとされる。当初のルリジューズにはフランと同じくらいの濃いカスタードクリームを詰めたシュー菓子に泡立てた生クリームでデコレーションを行っていた。